# Lingua mista
Una lingua mista è una lingua che nasce attraverso la fusione di due lingue di origine, di solito in situazioni di bilinguismo spinto (Meakins, 2013). Il termine dev'essere distinto da quelli di creolo e pidgin: i locutori di lingue miste, infatti, parlano fluentemente entrambe le lingue. I pidgin si sviluppano in situazioni, di solito in ambito commerciale, dove locutori di due (o più) lingue diverse entrano in contatto e devono trovare il modo di comunicare tra loro. Le lingue creole si sviluppano quando una lingua pidgin diventa la lingua madre per i giovani locutori. Mentre le lingue creole tendono ad avere morfologie drasticamente semplificate, le lingue miste spesso conservano le complessità flessionali di entrambe le lingue madri.

## Definizione
Una lingua mista, tipicamente, combina gli elementi grammaticali di una lingua e le strutture lessicali di un'altra. Solitamente, vi è il bilinguismo in uno dei gruppi, anche se questo non è un requisito obbligatorio.
Per natura, tutte le lingue possono essere, in parte, considerate come delle lingue miste in ragione delle notevoli evoluzioni grammaticali e fonologiche.

## Esempi

### Arbëresh
La Lingua arbëreshe è un buon esempio di lingua mista, che mostra prestiti di vocaboli e di strutture morfo-sintattiche derivate dalle varie lingue regionali italiane (ove la minoranza linguistica è presente) miste ad una matrice di origine tosco-albanese e greca medievale.

### francoveneto
La lingua franco-veneta è la lingua di cultura diffusa nel Nord Italia tra la fascia subalpina e il basso Po tra il XIII e il XV secolo: questa lingua era una mescolanza di parole francesi con sintassi e morfologia tipiche delle lingue dell'Italia settentrionale, in particolare della lingua veneta. Viene definita come "lingua mista" (Mischsprache). Non è semplice identificarla, in quanto alcuni autori, come Niccolò da Verona, dichiarano di scrivere in "francese".La letteratura franco-veneta o letteratura franco-italiana di questi secoli riguardava poemi cavallereschi e opere didascaliche.

### Michif
Il michif o métchif (Meticcio) è una lingua mista, parlata in Canada, formata da parole in lingua cree e parole in francese.
Parole michifs derivanti dal cree:
- Shiishiip = anatra
- ni-mušum = nonno
- bule = caviglia

Parole michifs derivanti dal francese:
- pyii = piede
- braa = braccio
- maeñzooñ = casa

### Mednyj Aleut
Il Mednyj Aleut (o Creolo delle Aleutine) è una lingua mista composta da componenti sintattici, praticamente intatti, di due lingue sostanzialmente differenti: la Lingua aleutina ed il russo.

### Ma'a
Il Ma’a (o Mbugu), una lingua mista della Tanzania, formata fondamentalmente dal vocabolario di base del Cushitico e le strutture grammaticali del Bantu.

### Media Lengua
La Media Lengua, (o Chaupi-shimi, Chaupi-lengua, Chaupi-Quichua, Quichuañol, Chapu-shimi o llanga-shimi),
è una lingua mista, parlata in Ecuador, che coniuga il vocabolario dello spagnolo e la grammatica del Quechua, (89%).

### Gurindji Kriol
Il Gurindji Kriol, una lingua mista, parlata dal Gurindji nel Victoria River District del Territorio del Nord (Australia), che combina elementi lessicali del Gurindji con le strutture verbali del creolo australiano. Il mantenimento di parole e strutture Gurindji, nella lingua mista può essere visto come la perpetuazione dell'identità aborigena sotto la massiccia e continua incursione culturale occidentale.

### Greco dell'Asia Minore e arabo cipriota
Entrambe le lingue: il cappadociano e l'arabo cipriota, sono casi di prestito estremo, la prima dal turco, la seconda dal greco. 
Ciò che resta dei dialetti greci dell'Asia Minore, mostrano prestito di vocaboli, e di strutture morfologiche derivate dal turco.
L'arabo cipriota invece mostra prestiti di vocabolario e strutture morfo-sintattiche greche.

### Yiddish
La lingua yiddish, jiddisch, jidisch o giudeo-tedesco (scritto: ייִדיש yidish oppure אידיש idish, lett. giudeo/giudaico; anche chiamata: מאַמע־לושן mame-loshn, lett. lingua-madre, o טײַטש Taytsch, forma arcaica di Daytsch, tedesco; in tedesco: Jüdisch o Jüdisch-Deutsch; in ebraico: ייִדִישׁ yiddish, אִידִית idìth oppure יהודי yehudì) è una lingua germanica occidentale parlata dagli ebrei aschenaziti. È considerata una lingua mista (Mischsprache) ed è utilizzata da numerose comunità in tutto il mondo ed è scritta con i caratteri dell'alfabeto ebraico.